# Coren (voornaam)
Coren is een jongensvoornaam (soms ook een meisjesnaam) van Latijnse oorsprong. De naam is afgeleid van de Latijnse naam Quirinus (naar een vroege Romeinse god van de vrede) en betekent "speer".
In het middelnederlands betekende coren 'kiezen'.

## Varianten
De volgende namen (o.a.) zijn ook varianten of afgeleiden van Quirinus:
- Caren, Coreen, Coreene, Corena, Corine, Correen, Correena, Corrin, Corrina, Corrine, Cyran en Korin.

Andere gelijkaardige klinkende namen zijn veelal afgeleid van de Griekse naam Cora die maagd betekent.
- Corabel, Corabella, Corabelle, Corabellita, Coralee, Coralia, Coralie, Coralyn, Coree, Corella, Corena, Corene, Coretta, Corey, Cori, Corie, Corilla, Corine, Corinna, Corinne, Corisa, Corissa, Corita, Corlene, Correen, Corrella, Correlle, Correna, Correnda, Correne, Correy, Corri, Corrie, Corrina, Corrine, Corrissa, Corry, Corynna, Corynne, Coryssa, Kora, Korabell, Kore, Koreen, Koretta, Koren, Korey, Korilla, Korina, Korinne, Korry, Koryne, Korynna en Koryssa.